# Ил Крочифисо (Мачерата)
Ил Крочифисо (итал. Il Crocifisso) насеље је у Италији у округу Мачерата, региону Марке.
Према процени из 2011. у насељу је живело 35 становника. Насеље се налази на надморској висини од 122 м.